# 拉艾迪泰伊
拉艾迪泰伊（法語：La Haye-du-Theil，法語發音：[la ɛ dy tɛj]）是法国厄尔省的一个市镇，属于贝尔奈区。

## 地理
拉艾迪泰伊（49°14'4"N, 0°52'28"E）面积7.02 平方千米，位于法国诺曼底大区厄尔省，该省份为法国北部内陆省份，北起滨海塞纳省，西接奧恩省和卡爾瓦多斯省，南至厄尔-卢瓦省，东临瓦兹省、瓦兹河谷省和伊夫林省。
与拉艾迪泰伊接壤的市镇（或旧市镇、城区）包括：勒博斯克迪泰伊、莱蒙迪鲁穆瓦。

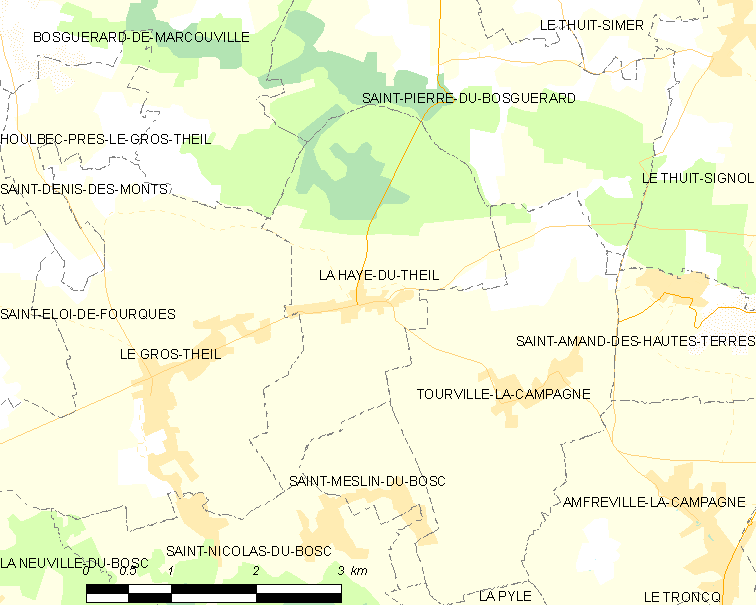
拉艾迪泰伊的OSM定位图

拉艾迪泰伊的时区为UTC+01:00、UTC+02:00（夏令时）。

## 行政
拉艾迪泰伊的邮政编码为27370，INSEE市镇编码为27320。

## 政治
拉艾迪泰伊所属的省级选区为大布特鲁尔德县。

## 人口

1962-2008年间拉艾迪泰伊人口变化图示

拉艾迪泰伊于2022年1月1日时的人口数量为324人。